# Charlie Lowery
Charles P. Lowery, detto Charlie (12 novembre 1949), è un ex cestista statunitense, professionista nella NBA.

## Carriera
Venne selezionato dai Seattle SuperSonics all'ottavo giro del Draft NBA 1971 (125ª scelta assoluta).